# Rosario (departement)
Rosario is een departement in de Argentijnse provincie Santa Fé. Het departement (Spaans:  departamento) heeft een oppervlakte van 1.890 km² en telt 1.121.441 inwoners.

## Plaatsen in departement Rosario
- Acebal
- Albarellos
- Álvarez
- Alvear
- Arminda
- Arroyo Seco
- Carmen del Sauce
- Coronel Bogado
- Coronel Rodolfo S. Domínguez
- Fighiera
- Funes
- General Lagos
- Granadero Baigorria
- Ibarlucea
- Pérez
- Piñero
- Pueblo Esther
- Pueblo Muñoz
- Pueblo Uranga
- Rosario
- Soldini
- Villa Amelia
- Villa Gobernador Gálvez
- Zavalla

## Geboren
- Cristian Álvarez (13 november 1985), voetballer